# Lubenica
Lubenica (znanstveno ime Citrullus lanatus) je rastlina, ki spada med bučevke.
Prepoznamo jo po velikem sadežu okrogle oblike, s tršo temno-zeleno lupino, pod katero se nahaja sočna sredica rdeče ali roza barve, v njej pa najdemo številna črna semena. V Afriki predstavlja sadež zanesljiv vir tekočine v težkih, puščavskih razmerah in kadar so naravni viri vode onesnaženi.

## Zgodovina
Prve lubenice naj bi se v Afriki pojavile pred približno 5000 leti. Okoli 2000 pred našim štetjem so postale del vsakodnevne prehrane v starem Egiptu. Eden izmed dokazov, da so lubenice poznali že stari Egipčani, so hieroglifi na stavbah starega Egipta. Ostanke lubenic so našli tudi v grobnicah kraljev, kjer so jih puščali pokojniku, da so mu zagotovili prehrano tudi v posmrtnem življenju.
Tudi Sveto pismo omenja lubenice in sicer kot hrano starodavnih Izraelcev, ki so bili v tistem času sužnji v Egiptu.